# Austroleon lizeri
Austroleon lizeri är en insektsart som först beskrevs av Luisa Eugenia Navas 1920.  Austroleon lizeri ingår i släktet Austroleon och familjen myrlejonsländor. Inga underarter finns listade i Catalogue of Life.